# Воронцовский, Николай Владимирович
Николай Владимирович Воронцовский (1837—1886) — хирург, профессор Московского университета.

## Биография
Учился в Кологривском уездном училище и в Костромской губернской гимназии, по окончании которой поступил на медицинский факультет Московского университета. Окончил курс (1858) со степенью лекаря, после чего некоторое время занимался самообразованием. Поступил (1866) сверхштатным ординатором в полицейскую больницу. Вскоре после этого был принят ассистентом на кафедру оперативной хирургии Московского университета, назначен (1867) помощником прозектора. Получил степень доктора медицины (1870) за диссертацию «О приостальной уранопластике при врождённых расщеплениях твёрдого нёба». Избран приват-доцентом, читал курс десмургии и учения о вывихах и переломах. Утверждён доцентом (1872). После ухода А. П. Расцветова (1876), читал все разделы оперативной хирургии и хирургической анатомии. Экстраординарный профессор (1879) оперативной хирургии. Уволен по болезни (декабрь 1885).
Один из основателей Московского хирургического общества.
Пожертвовал средства на устройство четырёх студенческих стипендий (1886), а также капитал на основание и обзаведение студенческой медицинской библиотеки (10800 рублей) и на церковь св. Татианы (3 тыс. рублей).
Завещал свою библиотеку и состояние Московскому университету.